# Grasim Industries
Grasim Industries est une entreprise indienne qui fait partie de l'indice boursier BSE Sensex.
Grasim Industries Limited est une société de portefeuille regroupant des entreprises exerçant dans les activités suivantes :
- les fibres discontinues de viscose et la pâte de bois,
- le ciment, produits gris, blancs et connexes,
- les produits chimiques, la soude caustique et les produits chimiques connexes, 
et les autres, qui comprennent les textiles. Ses produits comprennent des fibres discontinues de viscose, de la pâte de rayonne.

## Actionnaires
| Nom                                   | Actions     | %     |
| Aditya Birla Group                    | 145 008 418 | 22,1% |
| Life Insurance Corp. of India         | 60 824 295  | 9,25% |
| IGH Holdings Pv                       | 33 491 293  | 5,09% |
| Hindalco Industries                   | 28 464 653  | 4,33% |
| Umang Commercial Co                   | 26 746 262  | 4,07% |
| Pilani Investment & Industries Corp   | 24 274 527  | 3,69% |
| Aberdeen Standard Investments (Asia)  | 13 873 653  | 2,11% |
| Reliance Nippon Life Asset Management | 11 417 558  | 1,74% |
| The Vanguard Group, Inc.              | 11 086 931  | 1,69% |
| ICICI Prudential Life Insurance Co    | 10 274 791  | 1,56% |

Mise à jour au 15 août 2019